# Nico Helminger
Nicolas Helminger (ur. 1 lipca 1953 w Differdange) – luksemburski pisarz i poeta, tworzący w języku luksemburskim i niemieckim. Twórca librett operowych. 
W 1972 rozpoczął studia na kierunku germanistyka, romanistyka i teatrologia. W 1980 wyjechał do Paryża, gdzie pracował jako sprzedawca gazet, a następnie był nauczycielem języka niemieckiego i historii w szkole średniej. W 1984 przeniósł się do Monachium, następnie do Heidelbergu, a stamtąd z powrotem do Paryża. W 1999 wrócił do Luksemburga. Jest starszym bratem Guya Helmingera, również zajmującego się twórczością literacką. 
W 2008 otrzymał nagrodę Batty'ego Webera za całokształt pracy, zaś w 2014 nagrodę literacką fundacji Servais za tom wierszy Abrasch. W 2018 roku ponownie otrzymał nagrodę Servais za Kuerz Chronik vum Menn Malkowitsch sengen Deeg an der Loge.